# Карпенков, Юрий Павлович
Юрий Павлович Карпенков (20 января 1954, Невель) — советский и российский шоссейный велогонщик, тренер по велоспорту. На соревнованиях представлял спортивное общество «Трудовые резервы», мастер спорта СССР. Начиная с 1977 года работал тренером в спортивном обществе «Спартак» и старшим тренером в псковской Школе высшего спортивного мастерства, где подготовил многих талантливых спортсменов, в том числе был личным тренером двукратной чемпионки мира Ольги Соколовой. Заслуженный тренер России.

## Биография
Юрий Карпенков родился 20 января 1954 года в городе Невель Псковской области. После окончания школы поступил в политехнический техникум в Нарве, затем в период 1972—1977 годов учился в Великих Луках в фелиале Государственного института физической культуры имени П. Ф. Лесгафта (ныне Национальный государственный университет физической культуры, спорта и здоровья имени П. Ф. Лесгафта), был воспитанником Валентина Пантелеевича Сотникова.
С юных лет увлекался спортом, ещё во время учёбы в техникуме серьёзно занимался велоспортом и лыжными гонками. Как спортсмен наибольшего успеха добился в сезоне 1974 года, когда выиграл серебряную медаль в командной гонке на первенстве центрального совета добровольного спортивного общества «Трудовые резервы» и выполнил тем самым норматив мастера спорта СССР.
Получив высшее физкультурное образование, в 1977 году занялся тренерской деятельностью. Первое время тренировал велогонщиков в великолукском городском совете добровольного спортивного общества «Спартак», позже в 1980 году занял должность старшего тренера на отделении велоспорта псковской Школы высшего спортивного мастерства.
За долгие годы тренерской работы Карпенков подготовил множество титулованных велогонщиков, добившихся больших успехов на всесоюзных и всероссийских первенствах, входивших состав национальных сборных команд, как среди юниоров, так и среди взрослых спортсменов. Одна из самых известных его учениц — заслуженный мастер спорта Ольга Соколова, двукратная чемпионка мира в командной шоссейной дисциплине. После победы Соколовой на первенстве мира 1993 года её наставник Юрий Карпенков был удостоен почётного звания «Заслуженный тренер России». Сын Павел стал мастером спорта международного класса, чемпионом Европы среди юниоров, многократным призёром чемпионатов России. Также был тренером Юлии Мартисовой и Александры Бурченковой.
С 2007 года является председателем комитета по физической культуре и спорту администрации Великих Лук. Также занимает должность председателя Федерации велоспорта Псковской области.
Участвовал в Эстафете олимпийского огня зимних Олимпийских игр 2014 года.